# Польское урологическое общество
Польское урологическое общество (пол. Polskie Towarzystwo Urologiczne) — польское научное общество, основанное в 1949 году. Первым председателем Общества был польский хирург, уролог Вацлав Лилпоп (пол. Wacław Józef Lilpop) (1949 г.).
Согласно Уставу, целью Общества является работа по развитию урологии в Польше; представление интересов врачей, работающих в области урологии и членов Общества в государственных и местных органах власти; распространение достижений науки и техники среди специалистов-урологов; сотрудничество с представителями смежных наук с целью развития урологии; формирование и закрепление этических взглядов среди членов Общества; участие в организации урологической помощи пациентам; участие в организации послевузовского образования и повышения квалификации специалистов-урологов; представление интересов профессиональной среды врачей, работающих в области урологии; культивирование традиций и распространение знаний об истории польской урологии.
В состав Общества входят 9 региональных филиалов и 6 научных секций.
Официальными печатными органами Общества являются научные журналы Central European Journal of Urology и Przegląd Urologiczny.
Обществом учреждён ряд премий за различные достижения в области урологии.
Общество является членом «Европейской ассоциации урологических медсестёр» (англ. European Association of Urology Nurses) (EAUN).
Председателем Общества является доктор медицинских наук, профессор Piotr Chłosta.
Актуальная информация о деятельности Общества публикуется на сайте www.pturol.org.pl.